# Île Boddam
Pour l’article homonyme, voir Boddam.
L'île Boddam, en anglais Boddam Island, est une île inhabitée de l'archipel des Chagos, dans le territoire britannique de l'océan Indien, un territoire britannique d'outre-mer.

## Géographie

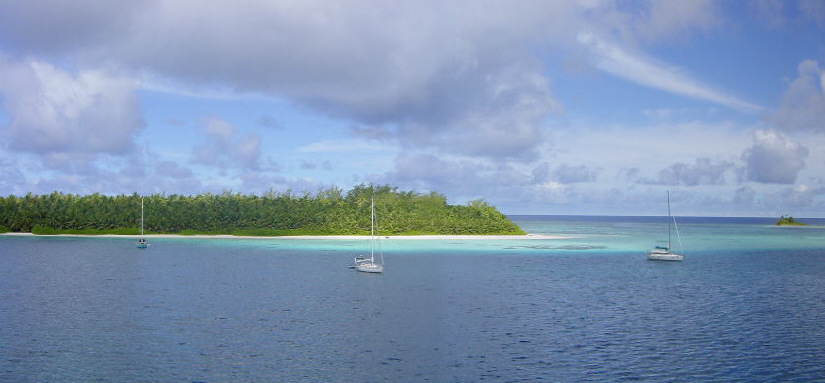
Vue de l'île Boddam (à gauche) et de l'île Diable (à droite).

L'île Boddam est située dans le centre de l'océan Indien, dans le nord de l'archipel des Chagos. Administrativement, elle est incluse dans le territoire britannique de l'océan Indien, un territoire britannique d'outre-mer. Cependant, Maurice réclame la souveraineté de l'archipel des Chagos, y compris les îles Salomon.
Elle constitue l'île la plus grande et la plus au sud-ouest des îles Salomon, un atoll de onze îles. Elle comporte les ruines d'un campement comportant des habitations, une église, une école et des commerces qui sont envahis par la végétation tropicale présente sur toute l'île. Cette végétation est notamment représentée par des cocotiers où vivent de nombreux crabes de cocotier.

## Histoire

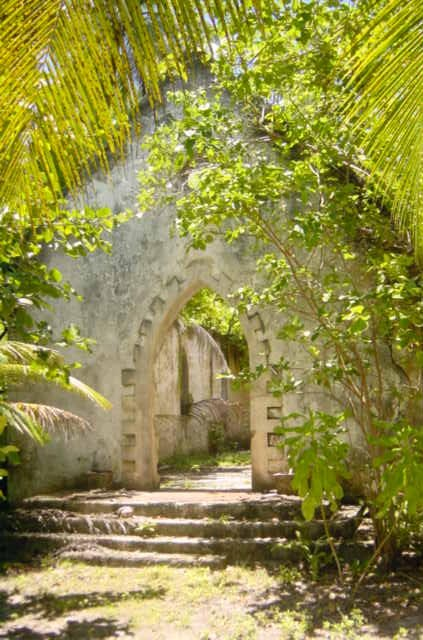
Ruines de l'église envahie par la végétation tropicale.

Au cours du XVIIIe siècle, les Français colonisent l'archipel des Chagos et installent un campement sur l'île Boddam. Des Africains y travaillent dans des conditions proches de l'esclavage pour l'exploitation du coprah tiré des cocoteraies. Le campement comporte une église, une école, des commerces, la demeure du planteur et assez d'habitations pour qu'au moins 400 personnes y vivent.
Entre 1966 et 1973, les 400 habitants de l'île Boddam sont évacués vers Maurice dans le cadre du développement de la base militaire britannique de Diego Garcia,. L'île est depuis inhabitée et ses constructions tombent en ruine. Elle reçoit toutefois quelques visiteurs représentés par des plaisanciers de passage dans l'archipel des Chagos mais ils ont interdiction d'y résider. Ces derniers peuvent néanmoins utiliser la jetée et deux réservoirs d'eau douce laissés à leur disposition. Ils ont interdiction de faire du feu sur l'île mais peuvent utiliser des bouteilles de gaz entreposées à cet usage. De plus, les prises de pêche doivent être comptabilisées sur une fiche laissée dans une boîte aux lettres sur l'île.
Une fois par mois, un navire basé à Diego Garcia passe à l'île Boddam. L'administrateur à son bord délivre les visas d'une durée de trois mois maximum aux plaisanciers, les déchets entreposés et conditionnés par les plaisanciers sont évacués, les bouteilles de gaz sont remplacées et la boîte au lettre est relevée.
Le 25 février 2019, dans un avis consultatif, la Cour internationale de justice estime que le Royaume-Uni a « illicitement » séparé l’archipel des Chagos de l’île Maurice après son indépendance en 1968,.
L'assemblée générale de l’ONU a adopté une résolution le 22 mai 2019, commandant à la Grande-Bretagne de restituer l'archipel des Chagos à la République mauricienne dans les six mois, ce qui permettrait aux Chagossiens de retrouver leurs terres.
En mai 2019, l'Assemblée générale de l'ONU avait adopté à une très large majorité une résolution, non contraignante mais à forte valeur politique, donnant six mois à Londres pour procéder à cette rétrocession. Ce délai a pris fin le 22 novembre 2019 sans que le Royaume-Uni se conforme à cette résolution, ni à l'avis consultatif formulé en février par la Cour internationale de justice (CIJ) demandant à Londres de mettre fin "dans les plus brefs délais" à son administration des Chagos.
Le 15 janvier 2020, Pravind Jugnauth premier ministre des île Maurice, était à Londres pour assister à un sommet sur les investissements de la Grande-Bretagne en Afrique. il s'est entretenu avec les chefs des gouvernements de l'Afrique du Sud, du Kenya, de Côte d'Ivoire et du Mozambique. Il a indiquait que : "Port-Louis étudiait la possibilité d’entamer des poursuites contre des responsables britanniques devant la Cour pénale internationale pour crime contre l’humanité", écrit IonNews.
Le 25 mai 2020, la nouvelle carte publiée par l'ONU fait apparaitre l'archipel des chagos comme territoire Mauricien.